# Bilskaja (rejon charowski)
Bilskaja (ros. Бильская) – wieś w Rosji, w rejonie charowskim obwodu wołogodzkiego. W 2002 r. liczyła 6 mieszkańców, a w 2010 r. zamieszkiwały ją 2 osoby.